# I Will Be There
"I Will Be There" es una canción del músico norirlandés Van Morrison publicada en el álbum de 1972 Saint Dominic's Preview y como cara B del sencillo "Warm Love".
La canción incluye arreglos de Tom Salisbury, quien también toca el piano, además de un solo de saxofón de Jack Schroer. John Collis comentó: "Un héroe es evocado por el piano de "I Will Be There" - el espíritu de Ray Charles está en la canción". En comparación en el resto de canciones de Saint Dominic's Preview, "I Will Be There" presenta mayores raíces de R&B, como tributo musical de Van a Count Basie y Joe Williams.

## "I Will Be There" en otros álbumes
- "I Will Be There" fue una de las canciones grabadas e incluidas en el álbum en directo de 1996 How Long Has This Been Going On.
- Una versión en directo de "I Will Be There", grabada en 1989, fue incluida en el video Van Morrison The Concert, publicado en 1990.

## Personal
- Van Morrison: voz
- Jules Broussard: saxofón tenor
- Bill Church: bajo
- Gary Mallaber: batería
- Doug Messenger: guitarra
- Tom Salisbury: piano
- Jack Schroer: saxofón alto